# Francisco López de Gómara

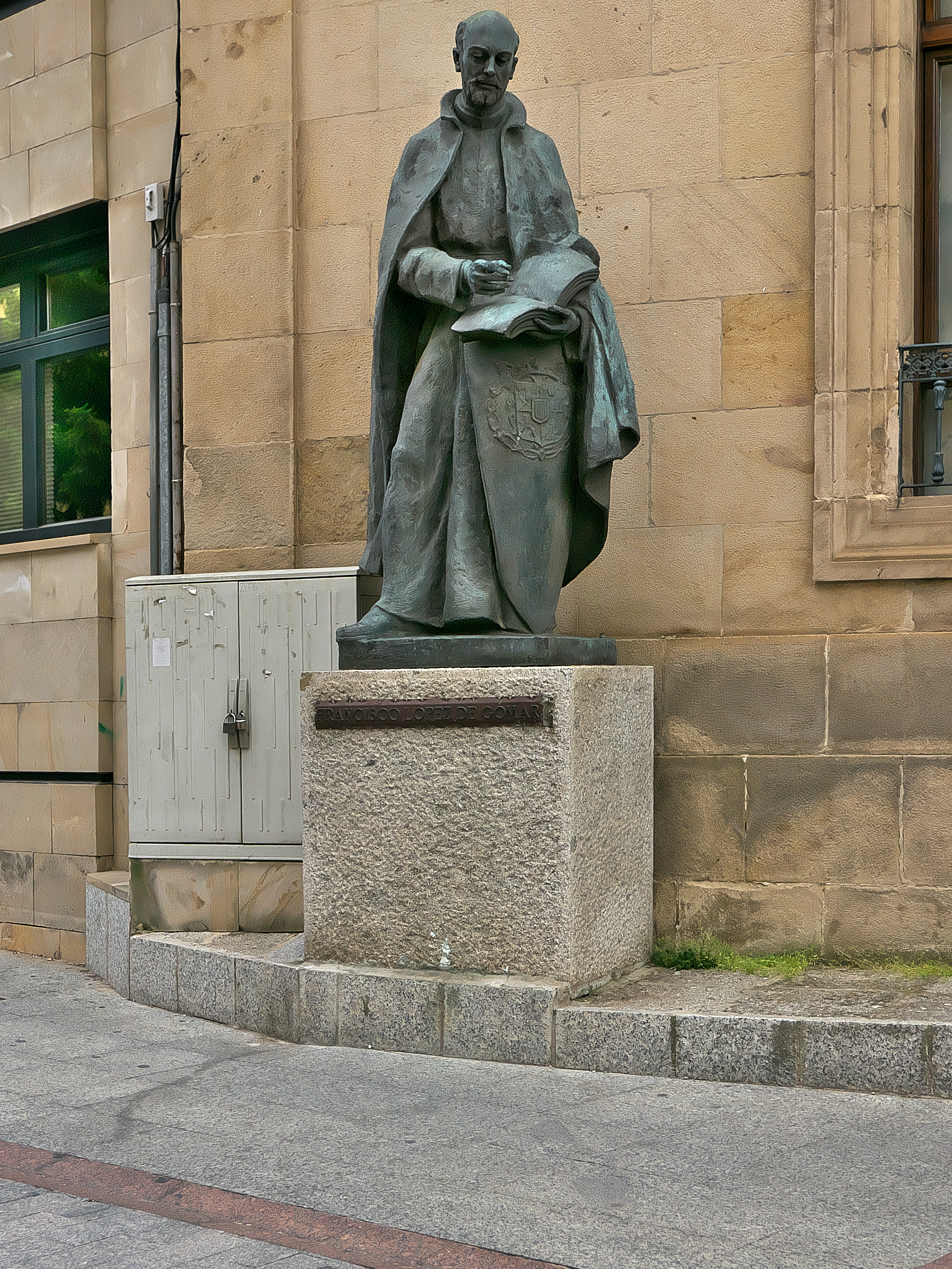
Denkmal des Francisco López de Gómara am Palacio de la Diputación in Soria

Francisco López de Gómara (* ca. 1511 in Gómara, Soria; † ca. 1566 in Sevilla?) war Sekretär und Hauskaplan von Hernán Cortés. Er ist vor allem für seine Werke bekannt, in denen er die im 16. Jahrhundert von Hernán Cortés durchgeführten Expeditionen zur Eroberung der Neuen Welt beschreibt.

## Leben
Nur wenige Lebensdaten Francisco López de Gómaras sind bekannt: Er studierte an der Universität Alcalá und empfing die Priesterweihe. Nach einer Reise nach Rom trat er im Jahr 1540 in Sevilla in die Dienste von Hernán Cortés, den er auf dem missglückten Feldzug zur Eroberung Algiers im Herbst desselben Jahres begleitete. Nach dem Tode Cortés (1547) hielt er sich 1556 oder 1557 in Valladolid auf; später kehrte er vermutlich nach Sevilla zurück, wo er wahrscheinlich auch starb.

## Werk

### Historia general de las Indias (1. und 2. Teil)

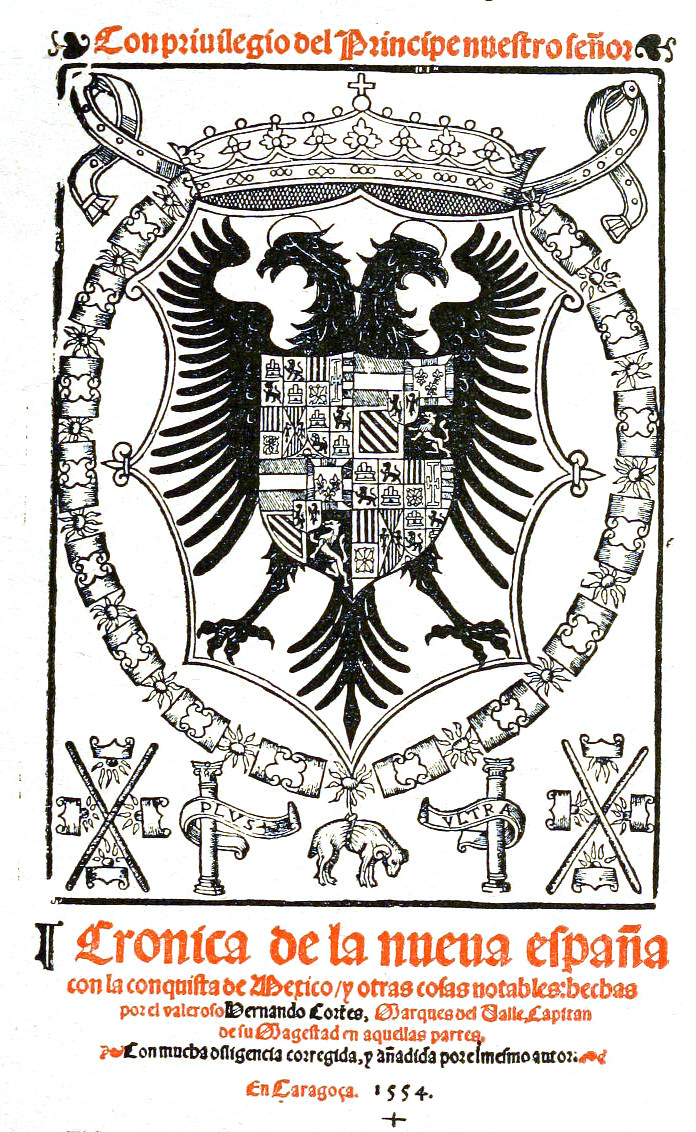
Cover des Buches von 1555

Im Jahr 1552 veröffentlichte er in Saragossa sein Werk Hispania Victrix: Primera y segunda parte de la historia general de las Indias cõ todo el descubrimiento, y cosas notables que han acaescido dende que se ganaron hasta el año de 1551 : con la conquista de Mexico, y de la nueua España. Der erste Teil, gewidmet Kaiser Karl V., beschreibt die Eroberung der Antillen, Perus, Chiles und Zentralamerikas, die Reise des Magellan und die Entdeckung der Molukken, während der zweite Teil Martin Cortés, dem Sohn von Hernán Cortés, gewidmet ist und die Eroberung des Aztekenreiches durch Cortés und seine Gefolgsleute beschreibt.
Die italienische Übersetzung von Augustin Gravalliz erschien 1560 in Venedig; Martin Fumée ließ seine französische Übersetzung 1578 in Paris folgen und Chimalpain Quanhalehuatzin erstellte eine Übersetzung in Nahuatl.
Da er an den Eroberungszügen selbst nicht teilnahm, stützte sich Gómara auf die ihm überlieferten Informationen von Hernán Cortés und anderen Personen, die aus der Neuen Welt zurückkehrten; ausdrücklich nennt er Gonzalo de Tapia und Gonzalo de Umbria.
Wohl durch den Wunsch seinen Dienstherrn zu preisen und obwohl er sich auf Informationen aus erster Hand stützen konnte, die er von den oben genannten erhielt, verfiel er – vielleicht in böswilliger Absicht oder aus anderen Gründen – in schwerwiegende Fehler und in vielen Fällen versündigte er sich gegen die historische Wahrheit. Wohl aus diesem Grund erließ der spätere Philipp II. am 17. November 1553 eine Anordnung, wonach alle Exemplare des Werkes einzuziehen waren und ein Neudruck mit einer Strafe von 200.000 Maravedís belegt wurde. Dieser Erlass wurde erst im Jahr 1727 auf Bestreben von Andreas González Martial aufgehoben, der das Werk in seine Sammlung von Schriften der ersten Historiker der Neuen Welt aufnahm (Colección de historiadores primitivos de las Indias Occidentales).

### Weitere Werke
- Anales de Carlos V.
- La conquista de México
- Crónica de los corsarios Barbarroja

## Nachwirkung
Die Tatsache, dass Gómara die Taten Cortés außerordentlich positiv darstellte, veranlasste Bernal Díaz del Castillo, einen an der Eroberung Mexikos und angrenzender Gebiete beteiligten Soldaten, seine eigene Version aufzuschreiben, die jedoch erst im Jahr 1632 unter dem Titel Historia verdadera de la conquista de la Nueva España veröffentlicht wurde.